# 대동류합기유술

대동류합기유술이란 일본의 무술가 다케다 소카쿠가 기존의 여러무술을 정리통합하여 현대에 보급한 고류무술이다. 주로 상대의 공격에 대하여 유술로 제압을 한다.

## 파생 무술
- 아이키도
- 합기도

## 같이 보기
- 일본 무술